# Koverinjärvi
Koverinjärvi är en sjö i kommunen Kuusamo i landskapet Norra Österbotten i Finland. Arean är 45 hektar och strandlinjen är 7,75 kilometer lång. Sjön  ingår i Koundaälvens huvudavrinningsområde.   Den ligger omkring 210 kilometer nordöst om Uleåborg och omkring 690 kilometer norr om Helsingfors. 